# Siglistorf
Siglistorf es una comuna suiza del cantón de Argovia, situada en el distrito de Zurzach. Limita al noreste con la comuna de Fisibach, al sureste con Oberweningen (ZH), al sur con Schleinikon (ZH) y Niederweningen (ZH), al suroeste con Schneisingen, y al noroeste con Wislikofen.

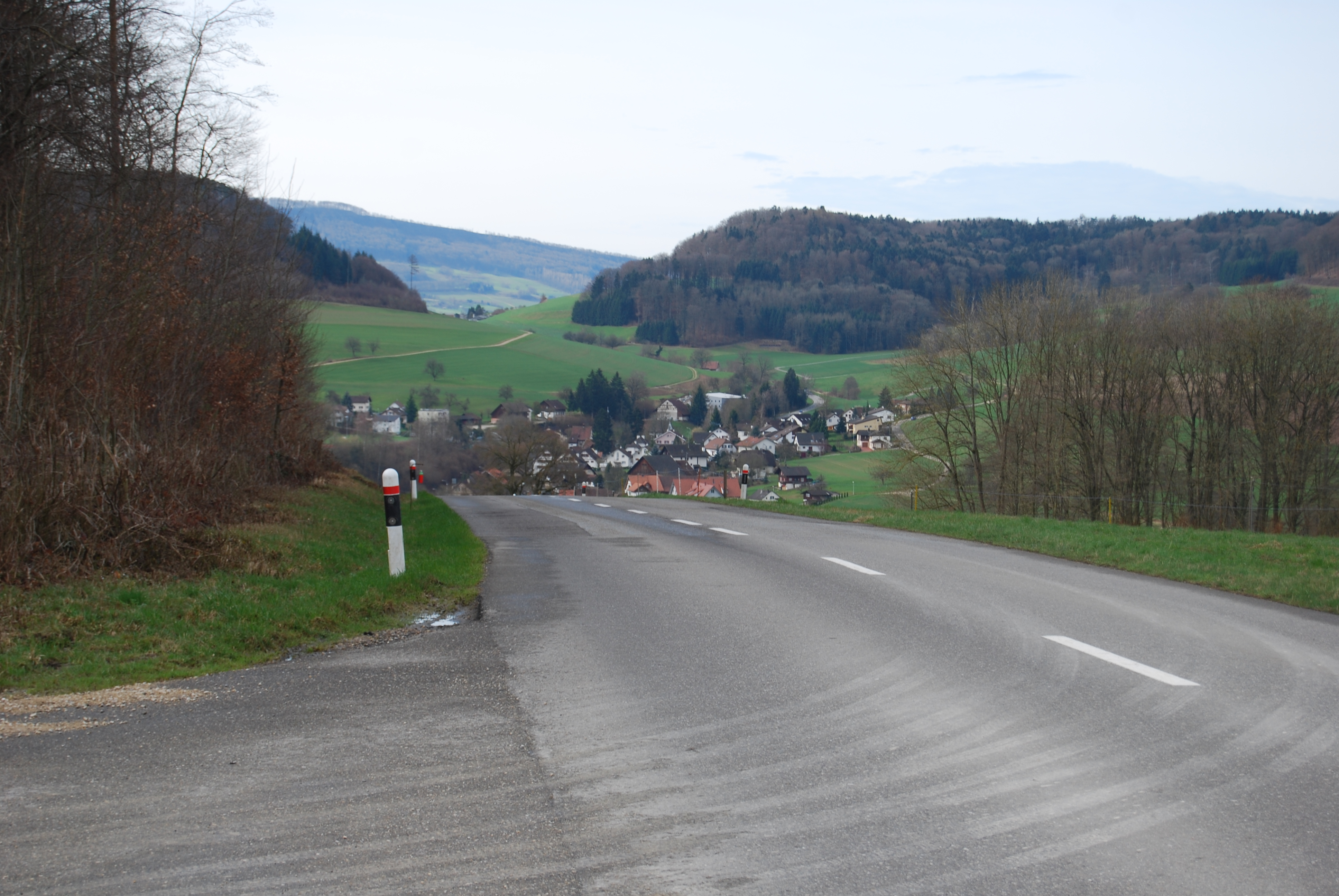
Siglistorf